# Biskupice (powiat kaliski)
Biskupice – wieś w Polsce położona w województwie wielkopolskim, w powiecie kaliskim, w gminie Blizanów. Dawniejsza nazwa to Biskupice Kierołowskie.
W latach 1975–1998 miejscowość należała administracyjnie do województwa kaliskiego. 